# Cal Senyor Magí
Cal Senyor Magí és un edifici al municipi d'Igualada (Anoia) protegit com a bé cultural d'interès local.
Fou promogut pel comerciant Magí Castellfort i Llambés. És un edifici de tres plantes construït amb carreus de pedra, on destaca la decoració de la façana feta a base dels propis elements estructurals de l'edifici, com són les dues portes d'entrada a la planta baixa, sustentades sobre dos pilars amb capitells decorats amb motius heràldics i florals, i les finestres, així com la sanefa que cobreix la part més alta de l'edifici.